# 笹原田駅
笹原田駅（ささはらだえき）は、栃木県芳賀郡市貝町笹原田にある真岡鐵道真岡線の駅である。

## 歴史
- 1992年（平成4年）3月14日：開業[1][2]。

## 駅構造

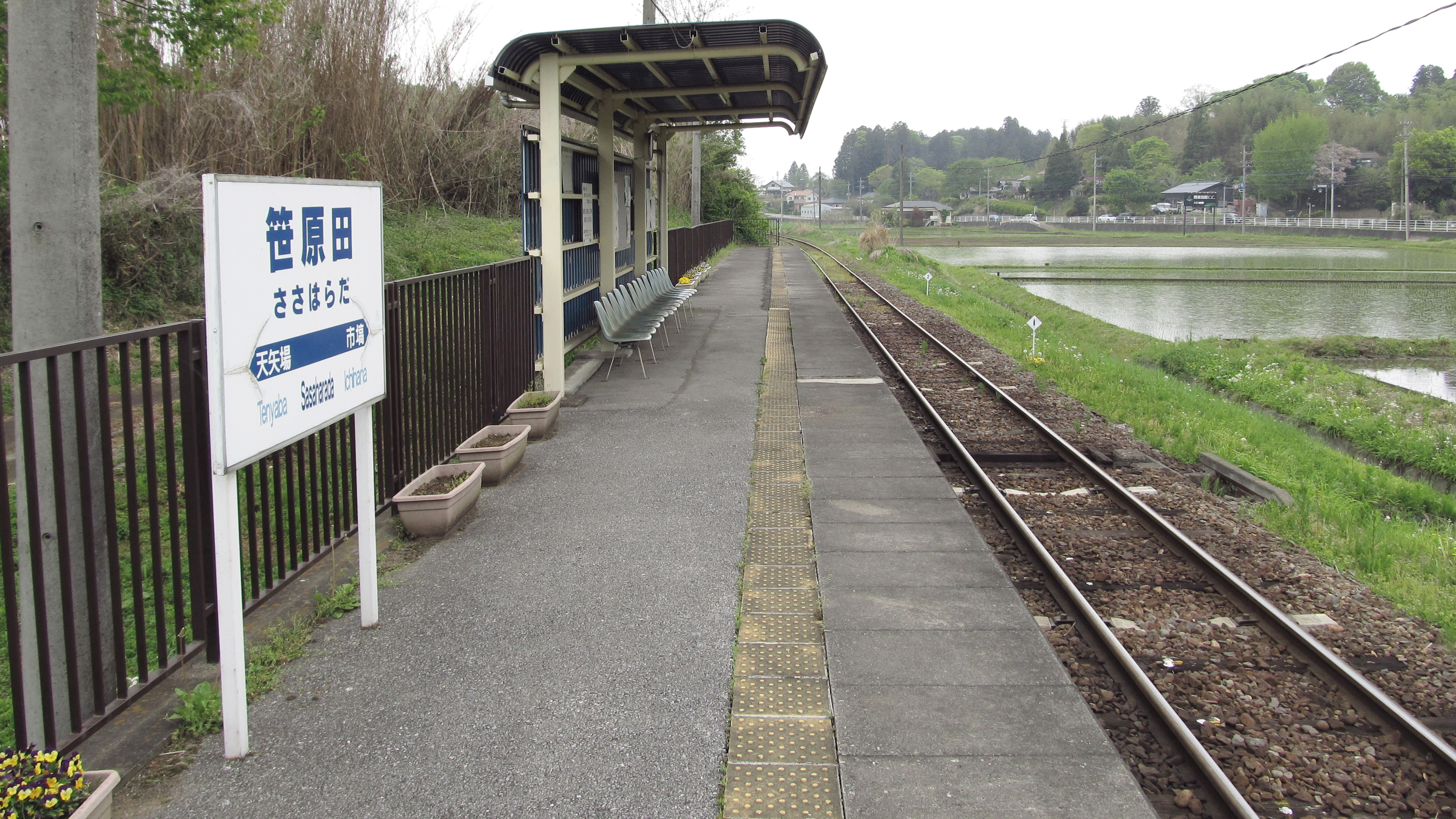
ホーム（2014年5月）

単式ホーム1面1線を有する地上駅で無人駅である。

## 利用状況
近年の一日平均乗車人員の推移は下記のとおり。真岡鐵道の駅では最も乗車人員が少ない。
| 乗車人員推移 | 乗車人員推移    |
| 年度         | 1日平均乗車人員 |
| ------------ | --------------- |
| 2007         | 3               |
| 2008         | 4               |
| 2009         | 7               |
| 2010         | 4               |
| 2011         | 2               |
| 2012         | 2               |
| 2013         | 2               |
| 2014         | 4               |
| 2015         | 3               |
| 2016         | 7               |
| 2017         | 2               |
| 2018         | 2               |
| 2019         | 4               |

## 駅周辺
駅周辺には住宅は少ない。
- 熊野神社
- 関東国際カントリークラブ
- 市貝カントリークラブ
- 栃木県道69号宇都宮茂木線
- JRバス関東「光明地口」停留所

## 隣の駅
真岡鐵道
■真岡線
市塙駅 - 笹原田駅 - 天矢場駅